# テーブルトークRPG

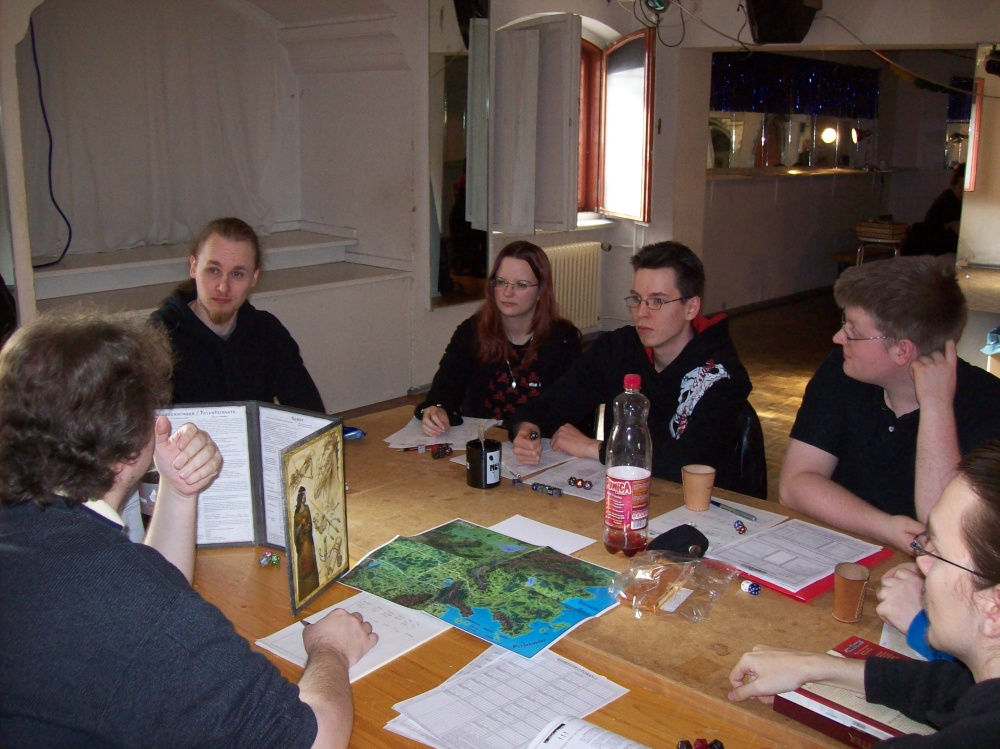
『ダークアイ』（The Dark Eye, Das Schwarze Auge）をプレイ中の様子

テーブルトークRPG、あるいはテーブルトップ・ロールプレイング・ゲーム（英: Tabletop role-playing game）とは、テーブルゲームのジャンルのひとつ。ゲーム機などのコンピュータを使わずに、紙や鉛筆、サイコロなどの道具を用いて、人間同士の会話とルールブックに記載されたルールに従って遊ぶ“対話型”のロールプレイングゲーム（RPG）を指す言葉。和製英語。
元々はミニチュアゲームから派生したもので、アメリカで考案された、テーブルトップゲームである。
TRPG、TTRPG、tRPGなどと略記されることがある。また、会話型RPGとも呼ばれる。なお、TRPGと会話型ロールプレイングゲームはホビージャパンの登録商標である。

## テーブルトークの意味
「テーブルトークRPG」は日本での造語（和製英語）であり、日本と韓国以外では通用しない。英語圏では、ライブアクションRPGやコンピュータRPGと区別するため、Tabletop role-playing game（テーブルトップロールプレイングゲーム）やPen-and-paper role-playing game（ペンアンドペーパーロールプレイングゲーム）などと呼称する。
1974年に世界初のロールプレイングゲームである『ダンジョンズ&ドラゴンズ』（以下、『D&D』）が発売された。しかし、日本では『D&D』よりも先に『ウィザードリィ』などの海外製コンピュータRPGをはじめ、『ハイドライド』『ザ・ブラックオニキス』『夢幻の心臓』『ドラゴンスレイヤー』などの国産コンピュータRPGが人気となったこと、そして1986年にエニックス（現在のスクウェア・エニックス）からファミリーコンピュータ向けに発売された『ドラゴンクエスト』が大ヒットしたという経緯から、日本ではRPGと言えばコンピュータRPGを指すのが一般的であるため、 元来のRPGをコンピュータRPGと区別する呼称としてこの言葉が普及した。
日本では、テーブルゲームとしてのウォー・シミュレーションゲームやRPGがアメリカなどに比べるとそれほど一般化せず、それに対して、元々は派生的な存在である「コンピュータを使ったシミュレーションゲームやRPG」が急速な普及を見せた。このような状況を背景に、日本では1980年代半ば以降、「RPG」はコンピュータRPGを指す言葉として普及した。本来の意味での「RPG」を愛好する人々は少数派であり、彼らの「RPG」を指し示す新しい用語が必要になったため、「テーブルトークRPG」という言葉が登場した。
1987年にゲームブック雑誌『ウォーロック』10号の記事において、近藤功司が「テーブル・トークのRPG」という表現をした後に「僕の造語ですから初めて聞く言葉でしょうが」と述べている。この語は『ウォーロック』誌上でたびたび近藤功司によって使用され、そのうちに安田均も積極的に使うようになった。安田均は多くのTRPG関連雑誌で執筆していたため、この語はゲーマーたちの間で広く知られるようになった。しかもこの時期は日本で一気にTRPG人口が増加していた時であったので、初めから「RPG」ではなく「テーブルトークRPG」と呼ぶ人々が大きな割合を占めるに至った。

## ロールプレイングの意味
ロールプレイング（role-playing）とは、想像上のある役柄を演じることである。
ロールプレイング（role-playing）を英和辞典で引くと、役割演技と翻訳される。しかし、ゲームとしてのロールプレイングの意味は、英英辞典の説明の通り「pretending to be someone else（他の誰かのふりをする）」を示すものであり前者とは異なる。
ゲームデザイナーの小太刀右京は、「roleplay。演技の意。しばしばrole-play（役割を演じる）と解釈するものがいるが、誤訳である」としている。
また、ゲームデザイナーのゲイリー・ガイギャックスは、「ロールプレイとは、想像上のある役柄を演じること」「自分が現在（または未来永劫）決してなることができない何者かを演じること」であるとしている。つまり、ロールプレイング（role-playing）とはキャラクターという「役柄（role）」を「演技する（play）」ことであり、社会的な「役割（role）」を「果たす（play）」ことではない（「医者のふりをする」ことと、「医者の役割を果たす」ことには、大きな違いがある）。
かつて、このロールプレイの意味を「役割を果たす」と解釈して、仮想の人格を演じることは抑制的であるべきで、キャラクタークラスなどの任務分担を果たすのみで足りるとする主張がネット上にあらわれたことがあるが、小太刀右京は、これは単なる誤訳、ないしデマにすぎないものであったと主張している。
テーブルトークRPGでは、プレイヤーは、単なる無名の「戦士」や「魔法使い」ではなく、名前や仮想の人格などが付与されたプレイヤーキャラクターを担当する。ゲームによっては、「ライフパス」（出自や人生の遍歴を示す要素）や「性格」「属性」（あるいはシステムによっては「癖」や「趣味」といったところまで）といったルールにより、仮想の人格にシステム的な裏付けを与える工夫がなされる。同じ「戦士」であっても、豪胆な人物、細心な人物、明朗快活な人物、謎めいた影のある人物といった千差万別な個性を表現することにより、キャラクターは差別化され、一層生き生きとし、仮想世界での冒険の楽しみを増加させるのである。またプレイヤーが温厚で慎重な性格であるのにも拘らず、向こう見ずな戦士を演じたり、狡猾な魔術師を演じたりすることは、それがキャラクターに合致している限り、「上手なロールプレイ」であると見なされる。

## 特徴

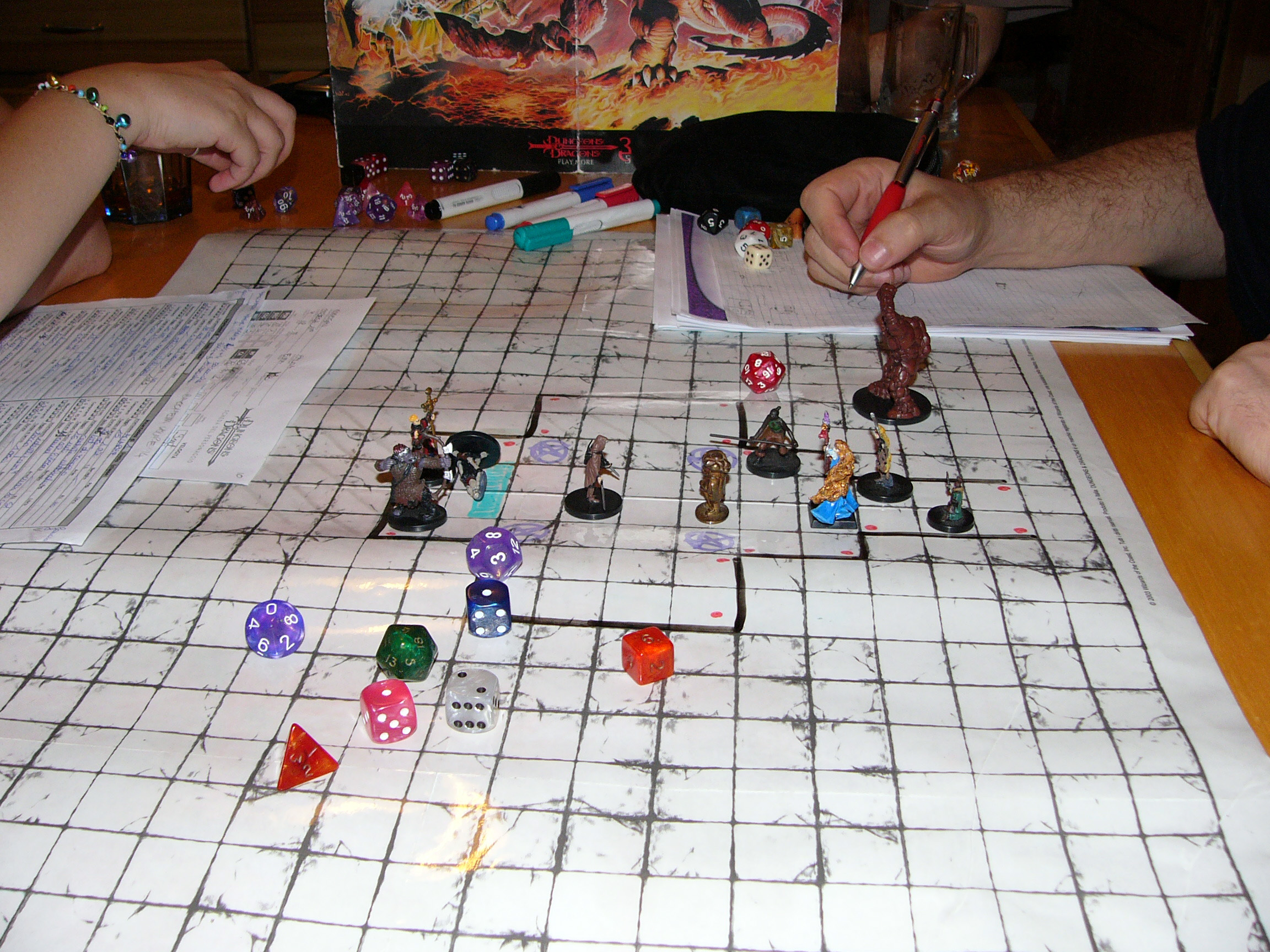
『ダンジョンズ&ドラゴンズ』をプレイ中の様子

### ゲームの進め方
まずゲームの参加者（英語でプレイヤーと呼ばれる）それぞれが自分の操るキャラクターを用意する（通常は一人ずつ）。これをプレイヤー・キャラクター（PC）という。一般にPCは「能力値」などの数値化されたデータによって表現され、これにたとえば、戦士や魔術師といったキャラクタークラスに代表されるような役割を表すデータやシンボルや肩書きが付随する。参加者はそれを専用のシートか何らかの記録媒体（通常のプレイでは紙）にメモしておく。
一人は通常、自分のプレイヤー・キャラクターを作らず使わず、一般にゲームマスター（GM）と呼ばれる役を受け持つ。ゲームマスターはゲームシステムによっては、ダンジョンマスター（DM、地下牢の主人の意）、審判員、ジャッジ（審判）、キーパー（維持者）、ストーリーテラー（語り部）などと呼ばれることがある。
ゲームマスターは他の参加者（プレイヤー）と対話しながらゲームの舞台となる世界とそこに登場するいろいろな事件や人物を説明し、決められたルールに従って、プレイヤーが考えたキャラクターの行動が実現したか否かを裁定することでゲームを進行させる。単純化して言えば、コンピュータで遊ぶRPGでの、コンピュータ役をゲームマスターという人間が担当するのがテーブルトークRPGだといえる。
しばしばテーブルトークRPGは「ルールのあるごっこ遊び」と説明されるように、プレイヤー・キャラクターの行う行動を、「何でも言っただけで認める」のではなく、各種のデータとルールに従って判定してその成否を決定する点が「ごっこ遊び」や「なりきりチャット」とは異なる。判定は、主に6から100面体までの様々な形状のサイコロ（ダイス）を乱数発生装置として用いて行われるが、トランプなど他の手段を用いる場合もある。
プレイヤー達は、ゲームの舞台となる世界において、プレイヤー・キャラクターを演じながら、行動をゲームマスターに対して宣言し、戦闘や謎解きといった課題に挑戦する。これを繰り返しつつ互いに協力または競争しながらストーリーを紡ぎ出し、最終的な目標の達成を目指すことが、ゲームの目的となっている。プレイヤーとは別個の架空人格であるキャラクターを演じることが特徴であることから、「演技ゲーム」という意味のロールプレイングゲームという呼称がゲームの総称として使われている。
1回のゲームにかかる時間はゲームマスターが用意するシナリオにより異なるが、少なくとも３、4時時間を要することが普通である。

### キャラクター、世界設定、ルール
キャラクターや架空世界それ自体を表現するために、様々な世界設定やテイストやルールを持つゲームシステムが数多く発表・発売されている。
ゲームマスターを除く参加者、すなわちプレイヤーは、さまざまな種族、人格、性質、能力、技術をもったキャラクターを演じる。それらの要素は、ゲームのルールや世界において、重要な指針となるものである。ゲームのシステムは大抵、そのゲームの世界においてどのようなキャラクターを演じることができ、世界の中でどのようなことができるのか、を定めたルールや設定がある。例えば、ファンタジー世界の設定では、種族には、エルフ、人間、ドワーフなど、キャラクタークラスには、戦士、僧侶、盗賊などがある。これらのルールや設定やデータは、プレイヤーが自分のキャラクターに与えられた役割を果たし、与えられた課題に取り組んで目的を達するための、行動と判断の基盤となるものである。
ミニチュア・ウォーゲームという体裁を取っていた初期のRPGにもストーリー性はあったが、物語性や世界設定を重視する風潮とともに、キャラクターの人格や会話および各世界で展開されるストーリーを重視するプレイスタイルも登場し、それに適したルールシステムも作られるようになった。

#### 頒布形態
テーブルトークRPGでは、基本となるゲームシステムを集約した「ルールブック」のほか、特定のテーマに沿ったデータのみを集めたデータ集やプレイを補助する小物類などが頒布されることがある。以下に主な種類を挙げる。
ボックスタイプ
厚紙製の箱の中に、冊子型のルールブックやダイス(後述）等プレイに必要な最低限のセット一式が入ったもの。
黎明期に発売されたシステムに多く見られる形態だが、箱入りのため容積が大きい、流通経路が玩具系となるため取扱店が限られる、単価が比較的高額である等の理由から、書籍タイプの普及に伴い採用するシステムは減少した（長期展開しているシステムの中には、版上げの際にボックスタイプから書籍タイプへ移行したものもある）。その後、ネット通販によって流通の問題点が緩和されたこともあり、一部の商品にボックスタイプを採用するシステムも見られるようになった。

書籍タイプ
プレイに必要となる一部の小道具（ダイス等の市販品）はユーザー側が用意し、ルールやデータ等のみを書籍として販売しているもの。
書籍の判型によって文庫判、新書判、A4判などの種類がある。またソフトカバーのものとハードカバーのものとがある。中には、袋綴じや切れ込み入りのページでカードや紙製ポーンなどを同梱したものもある。
ルールブック
基本ルールブック
そのシステムにおいて根幹となるルールを集約した書籍。一般には一冊に纏められているが、『ダンジョンズ&ドラゴンズ』のように分冊で発売されているものや、プレイに必要な最低限のセット一式に同梱されているものもある。
拡張ルールブック
「上級ルールブック」等と称される場合もある。基本セットに収録されたルールをより詳細にしたものや、より複雑な汎用ルールを追加するもの。
エラッタ
英語で「正誤表」の意。公式サイトやサポート誌上に掲載されるほか、ルールブック版上げの際に直接修正されることがある。

サプリメント
ワールドガイド
主に世界設定を解説する書籍。特定の地域や都市の特徴、動植物や周辺地図などが収録される。プレイに必要となる拡張ルールや数値的なデータは、世界設定の解説を補助する程度に留まる。
シナリオ集
主にプレイヤーに与える課題（シナリオ）を集めた書籍。連続したストーリーを展開できるよう構成されたものも多い。
その他追加データ集
プレイヤーが課題を乗り越える際の障害となる汎用性の高い動植物のデータ集が代表的だが、他にも追加のプレイヤーキャラクター用種族・職業のデータ集や、魔法の存在する世界観で利用できる汎用の魔法データ集、一風変わったところでは『GURPS High-Tech』のような近現代の武器を含む文明の利器のデータ集と言ったものまで存在する。
追加型サプリメント
「ソースブック」等と称される場合もある。特定のテーマや世界観に沿った拡張ルールやワールドガイド、追加データを収録した書籍。ただし基本ルールは収録されていない。
独立型サプリメント
特定のテーマや世界観に沿った拡張ルールやワールドガイド、追加データを収録した書籍。追加型サプリメントと異なり、基本ルールが簡易的に収録されているため、これ単体でプレイ可能。

サポートツール

シート類
プレイの際には様々なデータを記録する必要があるため、公式があらかじめ専用の記録用紙を用意していることがある。それらの記録用紙はプレイに必要な最低限のセット一式や各ルールブックに公式に収録されている場合、公式サイトやサポート誌上で配布される場合、有志が非公式に作成する場合がある。
キャラクターシート
プレイヤーキャラクターのデータを記録する専用の用紙。基本ルールブックに含まれ、通常はデータの記録部分は白紙だが、システムによってはあらかじめデータがある程度書き込まれた「サンプルキャラクター」が用意されていることもある。
マッピングシート
プレイヤーキャラクターの現在位置や、目標物や障害物との位置関係などを示すために使われる専用の用紙。白紙のものと、あらかじめ地形等が印刷されたものとがあり、またマス目の入っていないもの、正方形のマス目が入ったもの（スクエア・シート）、六角形のマス目が入ったもの（ヘクス・シート）とがある。
プレイエイド
ゲームプレイを円滑化するため予め準備されたガイダンスや記録用紙等のこと。エイドは英語で「助力」「補佐」「援助」等の意。基本となるルールを要約した「ルールサマリー」や、武器や魔法などの膨大なデータから（その回のプレイで使用が許可される）一部を抜粋した一覧表、ゲームの進行管理表などがある。
ルールサマリー
略して単に「サマリー」とも呼ばれる。サマリーは英語で「まとめ」「要約」等の意。基本ルールを簡易的に解説し（多くの場合は1枚の紙に）まとめた用紙で、データの記録欄はない。システムによってサマリーの有無は異なる。サマリーはあくまでサポートツールであり、詳細なデータや例外処理等は未掲載のため、サマリーとは別にルールブックの準備が推奨される。
その他のシート
他にも、ゲームマスター向けに複数の敵キャラクターを管理するためのシートや、シナリオやキャンペーンの進行度をチェックするためのシートなどが用意されているシステムもある。

乱数発生器
「ランダマイザ」とも。テーブルトークRPGでは、ある行動に対し成否を決定したり予測不能な事態が起きることを示すため、乱数発生器が用いられる。
カード類
ゲームシステムによってはそのシステムで用いる独自のカードが用意されていることがある。また判定にトランプ等の市販品を使用するシステムでも、オリジナルデザインのものが別途用意されることもある。
ダイス
サイコロのこと。ゲームシステムによっては、正六面体ではないものを用いることもある。多くのTRPGでは「（用いる個数）D（用いるサイコロの面数）」と表記する（「3D6」は6面サイコロ3個、「D20」は20面サイコロ（1個）の意味となる）。この表記法は「ダイスコード」と呼ばれる。プレイに必要な最低限のセット一式に同梱されている場合と、プレイに際してユーザーが各自で用意しなければならない場合とがある。
その他の乱数発生器
他にも、コインやアプリなどが用いられるシステムもある。書籍タイプのシステムの中には、ページの隅にダイスの出目が描かれ、ページをランダムに選ぶことでダイスの代用とするものもある。

マスタースクリーン
ゲームマスターが、シナリオ情報等をプレイヤーから隠すために用いる携帯型の衝立。公式が専用のものを販売する場合と、手近なもの（バインダー等）で代用する場合がある。公式のものの場合、プレイの際に頻出するデータ表が印刷されているほか、公式イラストが描かれているものもある。
マップタイル
あらかじめ地形等が印刷された（主に正方形、または六角形の）小型のタイル。上述のマッピングシート1マスに相当するタイル1枚を最小単位とし、1マスで1枚のものや、部屋や廊下などまとまった複数マスで1枚を構成するものもあり、複数のタイルを組み合わせてひとつのマップを構成する。タイルを組み替えることで様々な地形に対応する。
ポーン
プレイヤーキャラクターの現在位置や、目標物や障害物との位置関係などを示すために使われる駒。上述のマッピングシートやマップタイルと併用する。イラストが描かれた紙を折り立てたものやプラスチック製フィギュアなどが主だが、手近な小物（消しゴムやコイン等）で代用されることもある。
筆記具
記録用紙や白紙のマッピングシートに書き込むために用いる。基本的にプレイに際してユーザーが各自で用意するものだが、稀にセットに同梱される場合がある。書き込みの修正や消去が頻発するため、鉛筆やホワイトボードマーカーのような「後から書き込みが消せる」タイプの筆記具が推奨される。
計算器具
プレイに際して頻繁に数値データを参照するため、必須ではないが計算器具を用いるユーザーもいる。電卓の他に、数値の単純な増減を管理するための「カウンター」や、ダイスを兼ねたアプリ等が用いられることもある。
稀有な例だが、『トンネルズ&トロールズ完全版』にはロゴマーク入りのカード電卓が同梱されている。

リプレイ
プレイ風景を文章やイラスト等で記録したもの。詳細は後述。

### コンピューターRPGとの差違
コンピュータRPGはテーブルトークRPGより派生したもので、ゲームマスターの役割をコンピュータに肩代わりさせ、1人で遊べるようにしたものであった。当初、コンピュータRPGは『ダンジョンズ&ドラゴンズ』（以下、『D&D』）に代表される「迷宮・秘境探検と魔物退治のゲーム」を再現するゲームであった。こういったゲームはTRPGの遊び方の中でもボードゲームやウォーゲームに近いもので、機械的な処理に向いており、コンピュータRPGは高いレベルでこれを再現している。また、この頃はテーブルトークRPG自体、この種の製品や遊び方がほとんどであった。
テーブルトークRPGは、コンピュータRPGにあるような強力な演出とは縁遠いが、早い段階でさまざまなジャンルを可能にしてきた。「迷宮・秘境探検と魔物退治のゲーム」以外にも「恒星間宇宙での冒険」「邪神の復活を阻止するホラーもの」「犯罪事件の推理やアクション」などのジャンルは80年代にはすでに誕生している。
コンピュータRPGではプレイヤーはあらかじめプログラムされた行動しかとれないが、テーブルトークRPGでは原則的にはプレイヤーはいかなる行動宣言を行うこともできるため、無限の自由度があるとも言える。

## 歴史
「ロールプレイングゲーム」という呼称は、職業訓練や精神医学の臨床において行われるロールプレイングが由来である。また、テーブルトークRPGの元になった、戦争シミュレーションのミニチュアゲームや政治闘争などのボードゲームでは、プレイヤーが自分の受け持った軍の将軍・指導者の立場にたって、この将軍・指導者が得られたであろう限定された情報を元に駒を動かす遊び方などのように、プレイヤーが指導者という一個人の視点を通して軍や団体を操る遊び方もロールプレイングと呼ばれていた。「ロールプレイングゲーム」の呼称は最初のテーブルトークRPGが登場した時点ではまだ使われておらず、1970年代後半になってから、先に挙げたボードゲームも含めて各個プレイヤーが一人の個人を担当するゲーム全般の意味で用いられた。
テーブルトークRPGが最初に登場したのは1970年代前半のアメリカである。ロールプレイングゲームの元祖とされるのは1974年の『ダンジョンズ&ドラゴンズ』（以下、『D&D』）である。『D&D』はゲイリー・ガイギャックスによってデザインされ、TSR社から発売されたが、これはガイギャックスとジェフ・ペレンが作ったミニチュア・ウォーゲーム『チェインメイル』（1971年、ガイドン・ゲームズより発売）から発展したものであった（そのため、『チェインメイル』は『D&D』の原型とみなされる ）。『D&D』の内容は、ドラゴンなどの魔物が住み危険な罠の仕掛けられたダンジョン（迷宮）の中を、武器を使う戦士、魔法使いなど、異なる能力を持ったキャラクターを組み合わせたグループ（パーティ）を組んで探検し、様々な謎（リドル）を解き、ダンジョンの奥に眠る財宝や魔法の物品を獲得する、というものである。また、1970年代後半にはこのゲームの達成目的や進行方式を継承したコンピュータRPGも誕生した。なお、『D&D』黎明期には、この作品に対して数々の誤解や非難や陰謀論が飛び交っていた。詳細は「ダンジョンズ&ドラゴンズに関する論争」の項を参照。
安田均は、『D&D』はヒロイック・ファンタジー、『指輪物語』、マイケル・ムアコックの「エルリック・サーガ」といった作品の影響を受けていると指摘している。
1970年代後半になると、SF、歴史、近現代を舞台にするテーブルトークRPGが登場してくる。また、特定の小説や映画などの世界を再現するものも登場する。
背景世界の多様化により、「ダンジョン探索」や「怪物退治」をゲームの目的にしないものも登場してきた。例えば1977年に発売された『トラベラー』は、科学技術が発達して自在に宇宙旅行できるようになった世界を舞台に、さまざまな文明をもった惑星を旅することを目的にしている。1979年に発売された『ルーンクエスト』はファンタジー世界ながら、文化人類学を背景にした緻密なカルト（祭祀集団）を設定し、詳細な設定をもった背景世界（グローランサ）と物語を提示したことに特徴があった。このゲームではプレイヤーキャラクターが所属するカルトによって全く異なる行動規範が定められており、従来の「プレイヤーキャラクターは同じ目的を持った仲間（パーティー）である」という概念とは異なるプレイスタイルを持っていた。
これらのゲームは「ある役割を課せられた仮想の人物を操演して、司会・審判役を交えて会話で進行するゲーム」という部分では『D&D』と共通するものの、背景世界のみならず達成目的や進行方式が『D&D』とはまったく異なるゲームとなっている。このようなゲームの登場は、テーブルトークRPGの多様性を示すことになった。
また、最初期の『D&D』をはじめ黎明期のゲームは背景世界に緻密な設定をもたなかったが、『トラベラー』や『ルーンクエスト』のような緻密な世界設定を持つゲームの登場により、後のゲームでは「ゲームシステム」と「世界背景・物語」という二分化された制作がなされるようになる。
英語圏だけの現象であったテーブルトークRPGは、やがて他の言語圏にも紹介され、初めは英語のゲームをそのまま遊ぶという形で伝播していくが、やがて、各言語独自のゲームが作られるようになる。テーブルトークRPGが多く発表されている非英語圏の国として、フランス、イタリア、ドイツ、日本などがあり、その中からはNephilimのように逆に英語に翻訳されるものも出てきた。

### 日本における歴史

#### 黎明期
日本におけるテーブルトークRPGの始まりは、1970年代後半に求められる。原宿キディランドなどの玩具店や模型店で、日本国外製の原語のTRPGが輸入販売されるようになり、それをプレイする人々が初期のユーザーとなった。元々はアメリカの大学生の遊びから生まれたゲームであるため、ルールは全て英語で書かれており、それを読めなければゲームを始めることすらできなかった。しかし、彼らは次第にゲームの翻訳・翻案、さらには自作まで行うようになる。
日本ではテーブルトークRPGよりも一足先にボードシミュレーションゲームが紹介されており、1980年代前半にはファン層も確立され、日本語のゲームや日本語の専門誌もいくつか出版されていた。『TACTICS』『シミュレイター』などの当時のボードシミュレーションゲーム雑誌では、「ボードシミュレーションゲームの兄弟のようなゲーム」として日本国外のRPGならびにその周辺の状況がたびたび紹介されている。1982年5月1日発売の『TACTICS』3号にロールプレイングゲーム『ドンキーコマンド』が掲載される。『ドンキーコマンド』はコマンド隊員をキャラクターとして作成し、秘密基地に潜入。爆破や奪取任務を行う1人プレイ用のルールであった。
日本語で書かれたTRPG製品が商業ベースで発売されるようになったのは1983年で、この年に多摩豊により『エンタープライズ』がツクダホビーから発売されている。また、同年にはツクダホビーやバンダイから、ロールプレイングゲームの要素を持つボードゲームが日本人のゲームデザイナーにより多数発売された（ツクダホビー『クラッシャージョウ』、バンダイ『元禄忍者伝』など）。1984年には日本人作による初の本格的なテーブルトークRPGである『ローズ・トゥ・ロード』（門倉直人著、ツクダホビー発売）が発売された。また、同年には日本国外製TRPGの初の日本語翻訳製品となる『トラベラー』がホビージャパンより発売されている。その後、1985年には『ダンジョンズ&ドラゴンズ』（新和）、1986年には『クトゥルフの呼び声』（ホビージャパン）と、著名な日本国外作品の日本語翻訳版発売の流れが続き、後のブーム（繁盛期）の端緒を開いた。
日本語のTRPG製品が発売されていった1980年代前半は、コンピュータRPGが日本のパソコンゲームファンに注目されだした時期でもある。『ログイン』『Beep』などのコンピューターゲーム誌では「『ウィザードリィ』や『ウルティマ』の元となったゲーム」として、『D&D』等の紹介が始まり、コンピュータゲームをきっかけにテーブルトークRPGに興味を持つ、という流れを作り出した。なお、コンピューターゲーム誌では、コンピューターRPGに対しての「ボードRPG」という造語が盛んに用いられていた。
1980年代後半に入ると、パソコンゲーム雑誌『コンプティーク』（角川書店）誌上に、『D&D』のシステムを用いた『ロードス島戦記』のリプレイが掲載された。その後、リプレイを原案とした小説版『ロードス島戦記』が発表され大きな反響を呼び、漫画やOVA、パソコン用ゲームなど、いわゆるマルチメディア展開を見せ、日本におけるテーブルトークRPG普及に一役買うことになる。

#### ソード・ワールドRPGの成功とテーブルトークRPGブーム到来
1989年に『ソード・ワールドRPG』が富士見書房から発売されると、特に中高生を中心とした低年齢層にも広く普及した。
『ソード・ワールドRPG』が大きく普及した理由は、
- 書店で入手しやすい文庫本の形だったこと（それまでのシステムやサプリメントなどのテーブルトークRPG関連商品の多くは、ボードゲームメーカーによるボックス型のものが多く、価格も3500 - 5000円と高めの商品が主流であった）。
- 『ロードス島戦記』と同じ世界で、違う大陸を扱っていた（出版社、システムは異なる）。
- メディアミックス展開（雑誌でのリプレイ連載、関連した冒険小説やシナリオの出版、TVゲーム化など）。
- 日本の環境に合ったルール（キャラクターは複数のスキルを持っていて、「魔法も使える戦士」等を容易に表現でき、また、作成したばかりのキャラクターや少人数でのパーティでも冒険ができた）。

などが挙げられる。
こうして、テーブルトークRPGの一大ブームが訪れた。角川書店、富士見書房からはRPG関連書籍が数多く出版された。RPGを元にした小説作品である『ドラゴンランス戦記』（富士見書房より翻訳刊行）や『ロードス島戦記』（角川書店）は日本のファンタジー小説の裾野を広げた。

#### 冬の時代の到来から復調まで
ところが、こうしたブームは、1990年代半ばに落ち込んでしまうこととなる。これを俗に、「TRPG冬の時代」と呼ぶ。停滞していった原因は、ブームに乗じた粗製濫造と作品の質の低下、『マジック:ザ・ギャザリング』を初めとするトレーディングカードゲームの台頭、主要なファン年齢層の就職・進学に伴う離脱などが、よく挙げられている。
2001年、長らく冬眠状態だった『ソード・ワールドRPG』リプレイの新シリーズがスタートし、翌2002年には、『ナイトウィザード』の初版、『アルシャード』の初版、『ダンジョンズ&ドラゴンズ第3版』といった、その後も展開が継続していった人気システムが相次いで出版され、本格的に復調傾向を見せ始める。
2000年代後半以降は、ルールブック、サプリメント、リプレイ、アクセサリなどのTRPG関連製品が毎月10点程度は発売されるような状況となり（関連小説や定期刊行物を含めればさらに増える）、回復・安定したとみられる。しかし、TRPGは「冬の時代」を挟んで、他のサブカルチャーメディアへの露出・連携が弱まったため、この時点では若い世代への広範な普及が見られたかつての状況にまでは至っていなかった。未経験者への普及再拡大が起こるのは2010年代後半の第二次ブーム以降となる。

#### クトゥルフ神話TRPGの隆盛、動画配信による第二次ブーム
2000年代終盤から2010年代初頭にかけて、ニコニコ動画などの動画サイトに『アイドルマスターシリーズ』や『東方Project』のキャラクターを用いた初心者向け解説動画やリプレイ動画などが投稿されるようになり、中でも2012年頃から『クトゥルフ神話TRPG』関連動画の投稿数が急増した。これに伴い『クトゥルフ神話TRPG』基本ルールブックの増版ペースも上がり、2015年6月で第20刷となっている。『クトゥルフ神話TRPG』関連動画の急増は、2012年4月よりテレビアニメが放送された『這いよれ! ニャル子さん』の影響と見る向きもある。
『クトゥルフ神話TRPG』の知名度の増加に伴い、2010年代後半になると既存のキャラクターを使うのではなく、純粋にオリジナルのキャラクターでオリジナルのシナリオをプレイしたリプレイ動画が活性化する。さらに、動画を見た視聴者がそこで使われたシナリオを使用して自分たちでもプレイを行い、それをゲーム実況動画の体裁で配信する、という繰り返しが起こるようになり、ゲーム実況界隈から若い世代のテーブルトークRPG参入が加速した。
この要因には、オンラインセッションに用いられるツールが2010年代後半頃から高度に整備され、SNSアカウントとの連携やスマートフォンからのプレイが行えるようになり、実際のプレイを体験するためのハードルが下がったこともある。
このような経緯から日本において動画サイトに投稿されているテーブルトークRPG動画は『クトゥルフ神話TRPG』を扱うものが主流となっている。2020年頃には『クトゥルフ神話TRPG』は日本国内において最も遊ばれているTRPGだという認識が波及しており、この認識は米国のケイオシアム社も共有している。このことは、『クトゥルフ神話TRPG』の関連動画をきっかけにそれを遊ぶようになった人口が、それ以前までの日本のテーブルトークRPGのコミュニティの規模を上回っていることを示してもいる。

#### オンラインセッション環境の爆発的普及
2019年以降、新型コロナウイルス感染症の世界的流行の影響を受けてテーブルトークRPGの会場を使ったイベントや対面でのゲームの開催が自粛された。このために第二次ブーム以前から対面中心でプレイを続けていた層のオンラインセッション環境への移行が急速に進むことになる。
また、2000年代後半にリリースされテーブルトークRPGのオンラインセッションツールとしてこれまで広く普及していた『どどんとふ』がAdobe Flashサポート終了およびそれに伴う保守終了のためサービス提供が終了した。この結果、より現代的なツール開発の機運が高まり、有志によって数多くの新しいツールが世に送り出された。
これが、対面中心でプレイをしていた層のオンラインセッションへの移行と同時に起こったため、それまで『どどんとふ』で流行していたプレイスタイルを継承するだけでなく、上述の「これまで対面中心でプレイをしていた層の多様な需要」を取り入れることとなった。
上述のように2010年代のオンラインセッション文化の隆盛はニコニコ動画の配信文化と密接な関係にあったが、コロナ禍をきっかけに対面からオンラインへ移行してきた層は、動画の流行とは全く関係しない、それぞれが自分の友人たちと対面で行っていた多様なプレイスタイルをオンラインセッション環境でも再現することを重視していた。この結果、いわゆるクラシックもしくはオールドスクールと呼ばれるようなプレイスタイルもオンライン上で活発化されるようになる。
2020年代前半はそれまで分断されていた第一次ブーム世代と第二次ブーム世代の文化的交流が急激に行われた時期であり、このことはオンラインセッション文化の多様化を加速させることになった。
2021年には、ポスト『どどんとふ』時代のツールの一つである『ココフォリア』が企業としての運営を開始し、TRPGシナリオ専用投稿サイト『TALTO』などのサービスの提供を開始した。
2022年以降、新型コロナウイルス感染症による緊急事態宣言の解除および制限の段階的な緩和に伴ってテーブルトークRPGのイベントや対面でのゲームの開催が復活したが、それに伴ってオンラインで遊ぶ環境が縮小することはなく、商業出版されるTRPG製品もオンラインで遊べる環境もサポートすることが主流になりつつある。
オンラインセッション環境の普及は見知らぬ人とのプレイを極めて容易にしたが、その一方で従来はグレーとして黙認されてきた著作権の問題が可視化されるようになったため、この点についての明示化が進むようになっていった。
2021年、インターネット上のサイトで『エモクロアTRPG』が無料公開された。二次創作・商用利用についてのガイドラインが定められており、収益化されたものを含む動画配信、シナリオ、リプレイ、データ集などの二次創作作品の公開・販売、店舗やイベントでの利用や出版物の作成などでの商用利用などが可能となっている。公式サイト上にはTRPGのルールの他にキャラクターシートやシナリオなどの情報が無料公開されている。
2021年10月から『スモールパブリッシャーリミテッドライセンス（SPLL）』が複数企業の手によって制定され、TRPGの二次創作における紙媒体やグッズ、電子書籍などの取り扱いを定めたガイドラインがインターネット上に公開された。詳細は以下『二次創作』の項目の説明を参照すること。
また、2010年代後半頃までニコニコ動画で流行していたテーブルトークRPGの動画配信のブームは、2010年代末頃からYoutubeを利用した動画配信に移り変わっていき、多くのYouTuberやVtuberや有名人などテーブルトークRPGで遊ぶ動画配信を行った。Youtuberの中にはTRPGを専門に取り扱うチャンネルも存在する。

#### 2024年KADOKAWA・ニコニコ動画へのサイバー攻撃事件
2024年6月8日の早朝のより確認された2024年KADOKAWA・ニコニコ動画へのサイバー攻撃により、 KADOKAWAグループ全体へのランサムウェアを含む大規模なサイバー攻撃の被害を受けた。 被害範囲はニコニコ動画を始めとしたKADOKAWAオフィシャルサイトやエビテン（ebten）などに及んでいる 。ニコニコ動画やクトゥルフ神話TRPGの公式サイトなど多くのサイトが一時的に閉鎖され、KADOKAWAグールプが販売する書籍の流通やサービスが停止するなど大きな影響を与えた。ニコニコ動画は仮設サイト「ニコニコ動画（Re:仮）」 を経て2024年8月5日に 「帰ってきたニコニコ」として復活した。

## 日本における制作・販売形態
日本においては黎明期より、制作者・企画者が海外製品の翻訳やオリジナル作品の制作を行い、彼らと契約した玩具メーカーや出版社が流通販売を担う、という形態が多くを占める。しかし採算が取れず市場から撤退した玩具メーカーや出版社も少なくない。そのため、同一または同系統のルールブックが別の出版社から販売されたり、絶版作品が権利がらみで販売不可となる事例も少なからず見られる。

### 文庫RPG
日本独特の出版形態が「文庫（本）型」である。『ソード・ワールドRPG』や『GURPS』（ガープス）、『MAGIUS』（マギウス）が代表的である。それらをデザインしたグループSNEは、その前に『トンネルズ&トロールズ』の日本語版を文庫で出版し、ゲームブックファン層にテーブルトークRPGをアピールすることに成功している。
1990年代前半のテーブルトークRPGのブーム期にはビッグネームからマイナー製品まで数多くのタイトルが文庫で次々と発売され、文庫本という形態はテーブルトークRPGのデファクトスタンダードになっていった。1990年代後半以降の日本では、A4判もしくはB5判の書籍タイプ の製品が主流を占めることになる（情報量も多いがその分厚くなり、文庫タイプに比べて高価格 という特徴を持つ）。過去にも、大判の書籍タイプのRPGルールブックはあった（『パワープレイ』など）。ところが、文庫タイプの代表格『ソード・ワールドRPG』『GURPS』ですら、この時期に『完全版』としてA4判の書籍タイプで出版された（これは日本のみの現象ではなく、アメリカでも一足早く、ボックス型よりも大判の書籍タイプが主流となっていた）。
しかし、2004年に発売された『アリアンロッドRPG』は、久しぶりに文庫タイプで出版された。この作品は基本ルールやリプレイ、入門者向けのサプリメントは文庫で出版し、追加データなどの記述量が多くなるパワーユーザー向けのサプリメントはB5判書籍で出版するというスタイルをとった。こうした、両方の利点を活かす展開手法は、2006年発売の『アルシャードガイア』、2008年発売の『ソード・ワールド2.0』、2009年発売の『ダブルクロス The 3rd Edition』などにも引き継がれている。

### リプレイ本
日本のテーブルトークRPG市場において特徴的なものに、「リプレイ本」といわれる商品の存在がある。
リプレイとはテーブルトークRPGのプレイ風景を記録したものである。一般的にはプレイヤーキャラクターとゲームマスターの発言の羅列という戯曲形式で記述される。リプレイは元々は、ゲームのルールをわかりやすく説明するためにルールブックに10数行程度で書かれるものでしかなかった。これは行為判定などが行われている様子を戯曲形式にして抜き出したものにすぎなかったが、日本のテーブルトークRPGの黎明期では全く未知の遊びであったテーブルトークRPGの紹介を行うためにこのリプレイという形式が好んで使われた。ウォー・シミュレーションゲーム雑誌やパソコンゲーム雑誌では1回のゲームプレイの最初から最後までを数ページにわたるリプレイとして掲載することで、テーブルトークRPGの実態を紹介していった。さらには、コンプティーク誌で1986年に連載された『ロードス島戦記』など、数回のセッションにわたるキャンペーンプレイを全てリプレイとして掲載するという試みも行なわれた。リプレイが長文化するに従い、書き手は読み手に対して飽きさせないようにする工夫や単なる記録以上の「読み物」が求められるようになり、リプレイの文章には様々な演出や編集が行われるようになった。こうして日本独自の文化が誕生したのである。
リプレイ文化はテーブルトークRPGの黎明期こそゲーム雑誌上の記事でしか見られなかったが、『ロードス島戦記』や『ソードワールドRPG』がメディアミックス展開していくのと同時にリプレイも単品の商品として文庫本の形式で売り出されるようになる。その結果、「リプレイ本」はテーブルトークRPGをプレイしていない人の中にもライトノベルの一種として受け入れられるようになり、様々なリプレイ本が出版されていくようになっていったのである。ここに至り、ゲームの紹介として始まったリプレイが独立した一個の作品として売り出されるようになった。結果、ゲームはプレイしないがリプレイ本は読んでいるリプレイ読者という層が生み出されるようにもなった。リプレイ本は2011年現在においてもライトノベルの一つとして出版され続けており、ライトノベル市場において独自の地位を築いている。

### リプレイ動画
日本のテーブルトークRPG市場において特徴的なものに、「リプレイ動画」といわれる形態の存在がある。
『クトゥルフ神話TRPGの隆盛、動画配信による第二次ブーム』の項目で説明したテーブルトークRPGのリプレイ動画について、2011年以降、ニコニコ動画のクリエイター奨励プログラムにより配信される動画の収益化が可能となった。既にテーブルトークRPGのリプレイ動画で多数のファンを獲得していた動画投稿者達は、クリエイター奨励プログラムによって収入を得ることができるようになった。また、2012年以降、Youtubeの一般向け広告収入が開始しされ、2017年以降はYoutubeのスーパーチャットのサービスが開始された。これらのサービスによりニコニコ動画の動画投稿者はYotuberやVtuberとなり、YotubeでテーブルトークRPGのリプレイ動画の配信やセッション中の様子をリアルタイム配信して広告収入やスーパーチャットによる収入を得るようになった。テーブルトークRPGのリプレイ動画による収入の恩恵を主に受けているのは、企業所属や個人のYotuberやVtuberやその他サイトの動画投稿者である。
また、テーブルトークRPGを販売する企業もリプレイ動画を広報活動に利用する。商品の販促のために有名な著名人やYotuberやVtuberとコラボしたテーブルトークRPGのリプレイ動画を配信したり、新しいテーブルトークRPGのルール説明ためにリプレイ動画を配信したりする。

### 電子書籍
日本のテーブルトークRPG市場では電子書籍の販売を行っている。
2013年以降、テーブルトークRPG関係のルールブックやリプレイ本の電子書籍を『電子書籍ストアＢＯＯＫ☆ＷＡＬＫＥＲ』などのサイトで販売するようになった。
日本でのテーブルトークRPGの電子書籍はPDF形式のファイルやkindleに対応した形式で販売される。また電子媒体での他の販売形式として、アプリ『クトゥルフ神話TRPG ルールブックPLUS』が2023年にサブスクリプション形式で販売され、2021年に『エモクロアTRPG』がサイト上で基本ルール全てを無料公開するなどの形式を取っている。
2013年以降からテーブルトークRPGのシナリオを無料公開したり販売するサイト『TALTO』や様々な制作コンテンツ販売サイト『BOOTH』では、電子データや書籍版の公式シナリオや二次創作シナリオの販売をしている。また、TRPGのオンラインセッションツールで遊ぶための素材となるキャラクターや背景画像のイラストやBGM、二次創作シナリオのグッズなどがBOOTHなどのサイトで販売されている。

### 二次創作
日本のテーブルトークRPGの文化として二次創作活動が盛んである。それに伴い二次創作に関するガイドラインが2021年10月から『スモールパブリッシャーリミテッドライセンス（SPLL）』が株式会社アークライト、株式会社KADOKAWA、株式会社グループSNE、株式会社新紀元社、有限会社ファーイースト・アミューズメント・リサーチ、冒険支援株式会社によって合同で策定し公開され、二次創作における紙媒体やグッズ、電子書籍などの取り扱いを定めている。なお、このガイドラインは、著作権法上のトラブルを未然に防止するために策定するものであり、ユーザーの皆様の自由な創作活動を制限しようとする意図はない。

## 日本の業界で著名な人物（五十音順）

### 企画・デザイン
- 井上純弌 - F.E.A.R.協力、現銀十字社設立
- 遠藤卓司 - F.E.A.R.所属
- 大貫昌幸 - ORG設立（故人）
- 河嶋陶一朗 - 冒険企画局所属
- 門倉直人 - 元遊演体所属
- 菊池たけし - F.E.A.R.所属
- 北沢慶 - グループSNE所属
- 清松みゆき - グループSNE所属
- 久保田悠羅 - F.E.A.R.所属
- 黒田幸弘 - ミューズソフト株式会社代表
- 小太刀右京 - F.E.A.R.協力
- 小林正親 - 元遊演体所属
- 小浜智 - F.E.A.R.所属
- 近藤功司 - 冒険企画局代表
- 齋藤高吉 - 冒険企画局所属
- 芝村裕吏 - 元アルファ・システム所属
- 鈴木銀一郎 - 翔企画代表（故人）
- 鈴吹太郎 - F.E.A.R.代表
- 高梨俊一
- 高平鳴海 - 元F.E.A.R.所属
- 田中公待 - グループSNE所属
- 柘植めぐみ - グループSNE所属
- 徳岡正肇
- 友野詳 - グループSNE所属
- 朱鷺田祐介 - スザク・ゲームズ代表
- 水野良 - 元グループSNE所属、現フラッグノーツ所属
- 藤浪智之 - 元F.E.A.R.所属
- 伏見健二 - 元F.E.A.R.、現グランペール設立
- 星宮すみれ - 冒険企画局所属
- 安田均 - グループSNE代表
- 柳川房彦 - 元遊演体、現エルスウェア所属
- 矢野俊策 - 元F.E.A.R.所属、現フラッグノーツ設立
- 山北篤 - 元F.E.A.R.所属
- 力造 - 元グループSNE所属（故人）
- 和栗あきら - 元ORG所属

### ライター、小説家
- 秋口ぎぐる - 元グループSNE所属、現コザイク設立
- 秋田みやび - グループSNE所属
- 池田朝佳 - 冒険企画局所属
- 桂令夫
- 健部伸明 - 元F.E.A.R.所属
- 田中天 - 元Cygames所属、現フラッグノーツ所属
- 多摩豊 - ウォーロック編集長（故人）
- 三田誠 - 元グループSNE所属
- はせがわみやび
- 藤澤さなえ - グループSNE所属
- 細江ひろみ - 元F.E.A.R.所属
- 山本弘 - 元グループSNE所属

### イラストレーター
- 合鴨ひろゆき - 元グループSNE所属
- 井上純弌
- 落合なごみ - 冒険企画局所属
- 金澤尚子
- 佐々木あかね - 元F.E.A.R.所属
- 佐々木亮
- 鈴木猛
- 九月姫
- 田中としひさ
- 速水螺旋人 - 冒険企画局協力
- みかきみかこ

## 制作・企画会社（五十音順）
- ウィザーズ・オブ・ザ・コースト
- エルスウェア
- ORG
- グループSNE
- 翔企画
- サンセットゲームズ
- スザク・ゲームズ
- ファーイースト・アミューズメント・リサーチ (F.E.A.R.)
- 冒険企画局
- 遊演体

## 出版社（五十音順）
下記は、各社から出版されたTRPG専門誌、サポート誌（休刊・廃刊されたものを含む）。
- アークライト
- アスキー - LOGOUT
- アトリエサード - TRPG:サプリ
- エンターブレイン - AGマガジン
- 角川書店 - コンプRPG、ゲームクエスト
- ゲーム・フィールド - ゲーマーズ・フィールド
- 国際通信社 - RPGamer、季刊R・P・G
- サンセットゲームズ - ローカルペーパー
- ジャイブ
- 社会思想社（2002年倒産） - ウォーロック
- 翔企画 - シミュレイター、RPGコミック
- 新紀元社 - Role&Roll
- 主婦と生活社
- 大日本絵画 - ゲームグラフィックス
- ツクダホビー - オペレーション
- バンダイ
- 富士見書房 - RPGドラゴン
- ホビージャパン - タクテクス、RPGマガジン、GAME JAPAN（旧ゲームぎゃざ）
- つぎはぎ本舗(パッチワークス) - つぎはぎたより
- メディアワークス - 電撃アドベンチャーズ
- 遊演体
- 雷鳴